# Collaea paraguariensis
Collaea paraguariensis là một loài thực vật có hoa trong họ Đậu. Loài này được (Hassl.) R. Garcia miêu tả khoa học đầu tiên năm 1989.